# Isabel Vorontsova
Isabel Romanova Vorontsova (em russo: Елизавета Романовна Воронцова ou Elizaveta Romanova Vorontsova; 13 de agosto de 1739 - 2 de fevereiro de 1792) foi uma amante do czar Pedro III da Rússia. Durante o seu caso amoroso, havia rumores de que Pedro tencionava divorciar-se da sua esposa Catarina (a futura imperatriz) para se casar com ela.

## Biografia

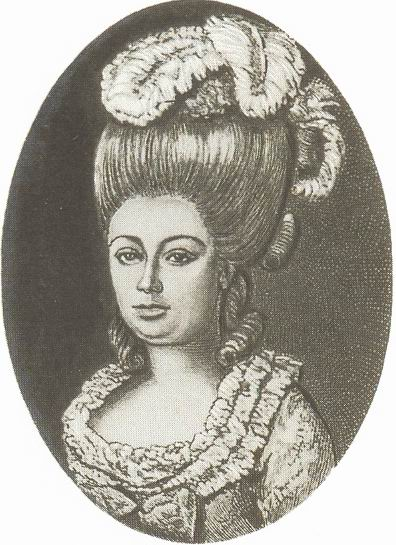
Isabel Vorontsova.

Isabel pertencia à famosa família Vorontsov que tinha atingido o auge do seu poder durante os últimos anos de reinado da imperatriz Isabel, quando o tio de Isabel, Miguel Illarionovich Vorontsov, se tornou o seu chanceler imperial. O seu pai, governava as províncias de Vladimir, Penza, Tambov e Kostroma, onde o seu nome era sinónimo de corrupção e incompetência.
Após a morte da sua mãe em 1750, quando Isabel tinha apenas dez anos de idade, foi enviada para a corte de Oranienbaum que era governada pela esposa do grão-duque Pedro, a grã-duquesa Catarina Alekseyevna (nesta altura, Pedro era ainda herdeiro ao trono). Segundo testemunhos da época, Isabel era desmazelada: "dizia palavrões como um soldado, era vesga, cheirava mal e cuspia enquanto falava." O barão de Breteuil comparou-a a "uma criada de copa do mais baixo nível possível". Até Catarina viria a escrever sobre ela, descrevendo-a como "uma criança muito feia e extremamente suja com pele de azeitona." Contudo, Pedro acabaria por afeiçoar-se a ela, algo que a corte nunca conseguiu explicar. Catarina chamava a Isabel a nova Madame de Pompadour, uma personagem histórica de quem não gostava, enquanto Pedro a apelidava de "a minha Romanova" (um trocadilho com o segundo nome da sua amante e o seu próprio apelido).
Quando o amante de Isabel se tornou czar em Janeiro de 1762, investiu-a com a ordem de Santa Catarina e mandou que se preparassem aposentos para ela no recém-construído Palácio de Inverno ao lado dos seus. Isabel acompanhava Pedro em todas as suas excursões e aventuras e os embaixadores estrangeiros informavam os seus governos que o imperador tinha a intenção de enviar a sua esposa Catarina para um convento para se poder casar com a sua amante. Até o dia de hoje ainda não existe acordo sobre se Catarina participou no golpe que depôs Pedro em Julho de 1762 (depois de um curto reinado de seis meses) e na sua posterior morte três dias depois. Alguns defendem que alguns rumores supracitados levaram Catarina a unir esforços com a própria irmã de Isabel, a princesa Catarina Dashkova, para encenar uma revolta no palácio que acabaria por tirar o seu marido do poder.
Nas sua autobiografia, Catarina II não poupou Isabel. Numa carta datada de Junho de 1762, afirmou que os Vorontsov tinham feito planos para a fechar num convento e colocar os seus parentes no trono. Apesar de Isabel ter querido ir com o amante para o exílio em Holstein (a terra natal do czar), a sua morte súbita acabou com o seu desejo.
Posteriormente, a imperatriz arranjou um casamento para a sua rival com um coronel de origens humildes e obrigou-os a retirar-se para o campo. Foi lá que Isabel passou o resto dos seus dias, angustiada e de má saúde enquanto os seus irmãos Alexandre e Simeão tiveram carreiras extraordinárias no serviço diplomático.